# Saraiu
Saraiu (in turco Saray) è un comune della Romania di 1 394 abitanti, ubicato nel distretto di Costanza, nella regione storica della Dobrugia.
Il comune è formato dall'unione di 3 villaggi: Dulgheru, Saraiu, Stejaru.